# Наталі Еммануель
Наталі Джоанн Еммануель (англ. Nathalie Joanne Emmanuel; нар. 2 березня 1989, Саутенд-он-Сі, Англія, Велика Британія) — англійська акторка. Найбільш відома за ролями Міссандеї у телесеріалі «Гра престолів» та Рамзі у серії фільмів «Форсаж».

## Життєпис
Наталі Джоанна Еммануель народилася в Саутенд-он-Сі, Велика Британія в родині мами-домініканки та батька, який мав предків з Сент-Люсії та Англії. У неї є старша сестра співачка Луїза Еммануель. До одинадцяти років навчалася в Школі Святої Гілди та продовжила навчання в Старшій школі Вестліфф. З трьох років Наталі почала проявляти акторські здібності, а мати допомагала: записала в гуртки акторської майстерності, танців та співів. Це принесло результат і вже в десять вона виконала роль на театральній сцені.

## Кар'єра
Почала зніматися з 2007, коли отримала роль Саши Валентайн у британській мильній опері «Голіокс». За сюжетом Саша наркоманка, яка за ради наркотиків стає на шлях проституції. Цю роль акторка виконувала протягом чотирьох років. Після цього з'явилась епізодично у «Катастрофа», «Покидьки», «28 тисяч».
Новим етапом в кар'єрі молодої акторки стала роль Міссандеї — колишньої рабині-перекладачки в серіалі «Гра престолів». Ця роль принесла популярність і впізнаваність, а ще ролі у фільмах. На початку 2015 з'явилась у «Форсаж 7» та у «Той, що біжить лабіринтом: Випробування вогнем» того ж року.

## Фільмографія

### Фільми
| Рік  | Назва (укр.)                               | Назва (англ.)                  | Роль                 |
| ---- | ------------------------------------------ | ------------------------------ | -------------------- |
| 2012 | 28 тисяч                                   | Twenty8k                       | Карла                |
| 2015 | Форсаж 7                                   | Furious 7                      | Рамзі                |
| 2015 | Той, що біжить лабіринтом                  | Maze Runner: The Scorch Trials | Гарріет              |
| 2017 | Форсаж 8                                   | The Fate of the Furious        | Рамзі                |
| 2018 | Титан                                      | The Titan                      | Таллі Рутерфорд      |
| 2018 | Той, що біжить лабіринтом: Ліки від смерті | Maze Runner: The Death Cure    | Гарріет              |
| 2020 | Холлі залишається на ніч                   | Holly Slept Over               | Холлі                |
| 2021 | Форсаж 9                                   | Fast & Furious 9               | Рамзі                |
| 2021 | Армія злодіїв                              | Army of Thieves                | Ґвендолін            |
| 2022 | Запрошення                                 | The Invitation                 | Евелін «Іві» Джексон |
| 2023 | Форсаж 10                                  | Fast X                         | Рамзі                |
| 2024 | Король Артур                               | Arthur the King                | Олівія               |
| 2024 | Мегалополіс                                | Megalopolis                    | Джулія               |
| 2024 | Кілер                                      | The Killer                     | Зі                   |
| 2026 | Форсаж 11                                  | Fast X: Part 2                 | Рамзі                |

### Серіали
| Рік       | Назва (укр.)                  | Назва (англ.)                                 | Роль           | Примітки             |
| --------- | ----------------------------- | --------------------------------------------- | -------------- | -------------------- |
| 2006–2010 | Голіокс                       | Hollyoaks                                     | Саша Валентайн | 191 епізод           |
| 2008      | —                             | Hollyoaks Later                               | Саша Валентайн | 4 епізоди            |
| 2009      | —                             | Hollyoaks: The Morning After the Night Before | Саша Валентайн |                      |
| 2011      | Катастрофа                    | Casualty                                      | Шеріл          | Епізод: "Only Human" |
| 2011      | Покидьки                      | Misfits                                       | Чарлі          | Епізод 3.1           |
| 2011      | Кричи, якщо знаєш відповідь!  | Scream if you Know the Answer!                | гість          | Епізод 1.9           |
| 2013–2019 | Гра престолів                 | Game of Thrones                               | Міссандея      | 38 епізодів          |
| 2019      | Чотири весілля і похорон      | Four Weddings and a Funeral                   | Майя           | мінісеріал           |
| 2019      | Темний кристал: Доба спротиву | The Dark Crystal: Age of Resistance           | Діт (голос)    | 10 епізодів          |
| 2020–2023 | Міцний Гарт                   | Die Hart                                      | Джордан        | 16 епізодів          |